# Barbado da Terceira
Barbado da Terceira är en hundras från den portugisiska provinsen Azorerna i Atlanten. Den är en rustik boskapshund med lång, lockig päls. Rasen är inte erkänd av Fédération Cynologique Internationale (FCI) men är nationellt erkänd av den portugisiska kennelklubben Clube Português de Canicultura (CPC).